# Eunomia
Eunomia (řecky Ευνομία) je řecká bohyně.

## Mytologie
Eunomia se objevuje hned dvakrát v antickém pantheonu – jednou jako dcera Herma a Afrodity, podruhé jako dcera Dia a Themis. Není jisté, jestli jsou v obou odkazech stejné bohyně, nebo jiné.
Eunomia má nespočet sourozenců, mimo jiné přesně polovičku bratrů a sester. Mezi vlastní sourozence patří Hermaphroditus, Peithó a Rhodos, v některých mýtech také Tyché a Priapos. V jednom mýtu se mluví též o Erótovi.

## Hóry
Eunomia byla bohyní práva a legislativy a byla druhou generací Hór po jejích sestrách Diké a Eiréné. Hóry byly bohyně, které udržovaly stabilitu v přírodě a společnosti. Byly uctívány ve městech jako jsou Athény, Argos a Olympie.